# 黒澤剛史
黒澤 剛史（くろさわ つよし、1980年1月2日 - ）は、日本の男性声優。埼玉県出身。ネクシード所属。

## 人物
B・A・O俳優養成講座、テラコヤザウルス出身。
趣味は野球、卓球。

## 出演

### テレビアニメ
- GIANT KILLING（徳井）
- 遊☆戯☆王5D's（ニコラス）
- レイトン ミステリー探偵社 〜カトリーのナゾトキファイル〜（2018年、ダージリン・アスポアロ〈回想〉）
- 真・中華一番!（2019年 - 2021年、船長） - 2シリーズ
- 波よ聞いてくれ（2020年、ふらかん、老刑事）
- 憂国のモリアーティ（2021年、タウンゼント）
- キングダム（2022年、馬仁）
- チェンソーマン（2022年、男性課員）

### ウェブアニメ
- ゴルゴ13×外務省 海外安全対策マニュアル（2018年、赤本、強盗、支店長）

### ゲーム
- JUDAS CODE[3]
- デトロイト ビカム ヒューマン（2018年、トッド・ウィリアムズ[4]）
- 白猫プロジェクト（グラハム・オウガスタ[5]）
- 龍が如く8（2024年）

### 吹き替え

#### 映画
- アイス・ツイスター（エリック）
- アイ・スピット・オン・ユア・グレイヴ3（アクディラン〈ガブリエル・ホーガン〉）
- 赤と黒
- 悪魔を見た
- ATHENA -アテナ-
- アルテミスと妖精の身代金（マルチ・ディガムズ〈ジョシュ・ギャッド〉）
- アルマゲドン2008
- アルマゲドン2009
- アルマゲドン2011（ジャック・クランシー）
- アルマゲドン2012 マーキュリー・クライシス
- アンドロン（ゴードン〈ダニー・グローヴァー〉）
- アンネの追憶（ラビ）
- アンノウン
- 1911
- いのちの戦場 -アルジェリア1959-（ラシード）
- インタープラネット（ノーマン・オレアンダー〈クリストファー・カービー〉）
- ヴェノム:ザ・ラストダンス[6]
- エイリアン:ロムルス[7]
- オールド・ボーイ（チェイニー〈サミュエル・L・ジャクソン〉）
- きつねと私の12か月（父親）
- きみがぼくを見つけた日（スキンヘッド）
- キャプテン・マーベル（キャロルの父〈ケネス・ミッチェル〉[8]）
- クランプス 魔物の儀式（ハワード〈デヴィッド・ケックナー〉）
- ゲットバック -人質奪還-（クーパー〈ジェームズ・コスモ〉）
- 恋はしないより、したほうがマシ（J.B.〈ジェームズ・ロデイ〉）
- ゴッド・スピード・ユー!（エットレ）
- The Confession -コンフェッション-
- 30デイズ・ナイト（アイザック）
- サイクロップス（ボンベイウス）
- ザ・ガンマン（フェリックス〈ハビエル・バルデム〉）
- サスペクツ・ダイアリー すり替えられた記憶（ハンス・ライザー〈クリスチャン・スレーター〉）
- ザ・マーダー（ラングレー部長〈ヴィング・レイムス〉）※テレビ東京版
- ザ・ロード
- シェルター
- 6アンダーグラウンド（ロヴァク・アリ〈リオル・ラズ〉）
- 実験室KR-13（声）
- シティーハンター THE MOVIE 史上最香のミッション（ジョー〈ジェロム・レ・バンナ〉[9]）
- シャーロック・ホームズ（ポテト悪党）※劇場公開版
- 死霊院 世界で最も呪われた事件（アントン神父）
- スカイ・ファイター
- スガラムルディの魔女（コンチ）
- スクリーム4: ネクスト・ジェネレーション
- スティーヴン・キング ビッグ・ドライバー（レスター）
- ステイト・オブ・ウォー
- スネーク・ダイヴ（ロジャース）
- スペシャル・フォース（ビクトール）※テレビ東京版
- SAFE/セイフ（トラメロ市長〈クリス・サランドン〉）
- 戦場からの脱出（飛行隊長）
- ソルジャーズ 連合軍を救った男たち（ハリー〈クリス・ライリー〉）
- タイタニック2012（ウィル・ハワード船長）
- ツイスター2010（ヴィンス）
- ディープブルー・ライジング（マイケル）
- ディアトロフ・インシデント（セルゲイ）
- ディザスタームービー（ハンコック）
- ティル・デス（ボビー〈カラン・マルヴェイ〉）
- デフォルト・ハイジャック（アトラス〈デヴィッド・オイェロウォ〉）
- ドリーム ホーム 99%を操る男たち（リック・カーヴァー〈マイケル・シャノン〉）
- ドルフ・ラングレン ザ・リベンジャー（グラハム）
- ドルフ・ラングレン ターゲットゼロ（スティーブ）
- トワイライト・ウォリアーズ 決戦! 九龍城砦（阿七〈ジョゼフ・ラウ〉[10]）
- VANGUARD（ジャマル）
- ハイジャック181（ボーク）
- バッド・バディ! 私と彼の暗殺デート（ショットガン・スティーブ〈RZA〉）
- バトル・オブ・バルジ（ローズ）
- バトルフィールド・アビス
- バニシング（トマス〈ピーター・マラン〉）
- バビロンZ
- ビーキーパー（ラザルス〈テイラー・ジェームズ〉[11]）
- 必殺処刑人
- ファイナル・スコア（アルカディ〈レイ・スティーヴンソン〉）
- ファントム・ファイアー
- FALL/フォール（ジェームズ〈ジェフリー・ディーン・モーガン〉[12]）
- フライト・リスク（コールリッジ[13]）
- ブラッド・アウト（ハードウィック〈カーティス・“50セント”・ジャクソン〉）
- PLANET OF THE SHARKS 鮫の惑星（ディロン・バリック〈ブランドン・オーレ〉）
- ベルベット・スパイダー（アレックス〈ウィリアム・フォーサイス〉）
- 香港テロ対策ユニット CTU（シー署長）
- マーズ・オデッセイ（アンドリュー）
- マッドマックス2（ウェズ・ジョーンズ〈ヴァーノン・ウェルズ〉）※スーパーチャージャー版
- ミラーズ 呪怨鏡（スミルノフ）
- ミレニアム ドラゴン・タトゥーの女
- メガ・シャークVSグレート・タイタン
- メガ・シャークVSクロコザウルス
- メガ・シャークVSメカ・シャーク（ジャック〈クリストファー・ジャッジ〉）
- メガ・パイソンVSギガント・ゲイター
- メガ・パイソン（カミンスキ）
- メガ・ピラニア
- モンスターズ/地球外生命体
- 山猫は眠らないシリーズ（リチャード・ミラー〈ビリー・ゼイン〉）
  - 山猫は眠らない4 復活の銃弾
  - 山猫は眠らない6 裏切りの銃撃
  - 山猫は眠らない7 狙撃手の血統
- ラストヒットマン
- レジェンド 狂気の美学（レズリー・ペイン〈デヴィッド・シューリス〉）
- レッド・ウォリアー（アズマット）
- レッド・バロン
- レバノン

#### ドラマ
- ER XV 緊急救命室 #19（受付〈ビル・スティーヴンソン〉）
- 倚天屠龍記（彰蛍王、西華子、円業、韓林児、平等王）
- WITHOUT A TRACE/FBI 失踪者を追え! シーズン5（ガブリエル）
- WITHOUT A TRACE/FBI 失踪者を追え! シーズン6（ディエゴ）
- おとぼけスティーブンス一家（ルーサー）
- 救命医ハンク3 セレブ診療ファイル
- ギルモア・ガールズ シーズン4（日本人社員）
- グッド・ドクター 名医の条件 シーズン1 #17、シーズン2 #7
- クリミナル・マインド6 FBI行動分析課
- クローザー シーズン4（グース・ギャング）
- 刑事ジョー パリ犯罪捜査班（ニコラス・ノルマン〈ケリン・ジョーンズ〉）
- 結婚契約（ハン・ソングク〈キム・ヨンゴン〉[14]）
- コールドケース7 ザ・ファイナル
- ザ・ホワイトハウス
  - シーズン5（ドクターリーヒー）
  - シーズン6（カーティス）
  - シーズン7（ホッダー）
- 新ビバリーヒルズ青春白書
- スターゲイト アトランティス（レプリケーター）
- Zネーション（ドク）
- ゾウズ・フー・キル2 殺意の深層
- ディフェンダーズ 闘う弁護士
- デスパレートな妻たち6
- 根の深い木 〜世宗大王の誓い〜
- ハリーズ・ロー 裏通り法律事務所
- パワーレンジャー・S.P.D.（リニックス、バルコ将軍、ドラゴール）
- プライベート 〜女子寮殺人事件（ブレイク・ヒル）
- ブルース・リー伝説（ヤセ猿、デヴィッド・ブッシュ）
- ボーンキッカーズ 考古学調査班
- マキシマ オランダ・プリンセス物語（クラウス王配〈 ゼバスティアン・コッホ〉）
- ミス・マープル5 チムニーズ館の秘密
- 名探偵ポワロ オリエント急行の殺人
- 名探偵モンク7（ホテルボーイ）

#### アニメ
- アドベンチャー・タイム（死の王、パーティーゴッド、キャンディーコーン大佐）
- サンタのマジック・クリスタル（サンタクロース）
- ジェネレーター・レックス（ホワイト・ナイト）
- 雪の女王（舎監）
- 魔法が解けて（ゾグ）

#### ボイスオーバー
- イギリスお宝鑑定団 ポーン・スターズ（ビック・マーク、他）
- 一攫千金!巨大マグロ漁 シーズン1・2（デイブ・マルシアノ、他）
- 1分間チャレンジ めざせ100万ドル（男ナレーション、他）
- アンダーカバーボス 社長潜入調査
- スマートトラベル
- Tom Watson Lesson of a Life time（トム・ワトソン）